# متنزه غامبيلا الوطني
متنزه غامبيلا الوطني هو متنزه وطني يقع في إثيوبيا، تبلغ مساحة المتنزه حوالي 5.016 كيلومتر مربع. تعد أكبر متنزه في إثيوبا وتقع على بعد مئات الكيلومترات من العاصمة أديس أبابا.